# 須磨町
須磨町（すまちょう）は、兵庫県武庫郡にあった町。概ね現在の神戸市須磨区の須磨ニュータウンの一部を除く区域にあたる。本項では町制前の名称である須磨村（すまむら）についても述べる。

## 地理
- 山岳：高取山、高尾山、横尾山
- 河川：妙法寺川

## 歴史
- 1889年（明治22年）4月1日 - 町村制の施行により、八部郡板宿村・大手村・西代村・池田村・妙法寺村・車村・白川村・東須磨村・西須磨村・多井畑村の区域をもって須磨村が発足。
- 1896年（明治29年）4月1日 - 須磨村の所属郡が武庫郡に変更。大字池田を神戸市に編入。
- 1912年（明治45年）4月1日 - 須磨村が町制施行して須磨町となる。
- 1920年（大正9年）4月1日 - 神戸市に編入。同日須磨町廃止。

## 交通

### 鉄道路線
- 鉄道院
  - 山陽本線
    - 鷹取駅 - 須磨駅
- 兵庫電気軌道（現・山陽電気鉄道）
  - 本線
    - 板宿駅 - 大手駅 - 須磨東口駅（現・東須磨駅） - 月見山駅 - 須磨寺駅 - 山陽須磨駅 - 一ノ谷駅 - 敦盛塚駅

現在の旧村域の鉄道路線は須磨区#鉄道路線を参照。須磨海浜公園駅・須磨浦公園駅は未開業。

### 道路
- 西国街道（現・国道2号）

現在の旧村域の道路は須磨区#道路を参照。